# Cabo Gorrochátegui
El cabo Gorrochátegui (según Argentina) o cabo Wiman es un cabo rocoso que marca el punto norte de la Isla Marambio / Seymour del grupo de la isla James Ross, Antártida. Marca la entrada noreste al estrecho Bouchard o paso Almirantazgo.

## Historia y toponimia
Fue cartografiada en la Expedición Antártica Sueca de 1902 bajo Otto Nordenskjöld. Fue nombrada por el Comité de Topónimos Antárticos del Reino Unido en homenaje a Carl Johan Josef Wiman (1867-1944), profesor de Paleontología de la universidad de Upsala, Suecia, que trabajó en los fósiles recogidos de la isla por la expedición de Nordenskjöld.
En 1956, Argentina renombró el cabo en honor a José Gorrochátegui, cirujano que viajó a bordo de la corbeta ARA Uruguay en la misión que rescató a la expedición de Nordenskjöld.

## Reclamaciones territoriales
Argentina incluye a la isla Marambio/Seymour en el departamento Antártida Argentina dentro de la provincia de Tierra del Fuego, Antártida e Islas del Atlántico Sur; para Chile forma parte de la comuna Antártica de la provincia Antártica Chilena dentro de la Región de Magallanes y de la Antártica Chilena; y para el Reino Unido integra el Territorio Antártico Británico. Las tres reclamaciones están sujetas a las disposiciones del Tratado Antártico.
Nomenclatura de los países reclamantes: 
- Argentina: cabo Gorrochátegui[6][7]
- Chile: ¿?
- Reino Unido: Cape Wiman[3]